# Ben Gillies
Pour les articles homonymes, voir Gillies.
Benjamin David Gillies (né le 24 octobre 1979) est un musicien australien surtout connu en tant que batteur de la formation rock Silverchair. Il a vendu environ six millions d'albums à travers le monde et a eu plus de hits dans le Top 20 durant la dernière décennie que n'importe quel autre artiste australien.[réf. souhaitée]

## Biographie
Gillies est né à Newcastle, Nouvelle-Galles du Sud en Australie. Il était batteur dans The Marching Koalas et a appris à son ami Chris Joannou, aussi de la formation Silverchair, à jouer de la guitare et de la basse en trois mois. Ben joue également de la guitare et de la basse.
En 2002, Silverchair fut sévèrement affecté par l'incapacité du groupe à partir en tournée et à se présenter à des événements promotionnels à cause des problèmes de santé de Daniel Johns. Le chanteur et guitariste a passé l'année 2002 à combattre un cas sévère  d'arthrite réactive duquel il se remet encore. En novembre 2005, Silverchair annonça que le groupe travaillait sur le 5e album studio, Young Modern, qui fut lancé le 31 mars 2007 en Australie. Durant cette période, Gillies faisait partie d'un autre groupe rock australien, Tambalane, qui se sépara ultérieurement pour des différences de conceptions créatives.
Gillies participa en tant que choriste à une chanson originellement écrite par Midnight Oil avec Silverchair aux ARIA Awards de 2006 pour l'introduction de Midnight Oil au Hall of Fame du ARIA.
Durant la période de repos entre Neon Ballroom et Young Modern, Ben a travaillé dans un magasin de disques local, Soundworld, afin d'y gagner le plus de connaissances musicales possible. Lorsqu'il n'est pas en tournée avec Silverchair, Ben enseigne la batterie à temps partiel dans l'école de musique Rosie's School of Rock à Newcastle en Australie.
En octobre 2008, lorsqu'il était en vacances en Italie, Ben demanda sa copine depuis 7 ans, Hayley Alexander, en mariage. Le couple s'est séparé en 2009.
En 2012, il sort "Diamond days" sous le nom de groupe Bento. Dans cette formation, il passe de la batterie au chant.
L'album débarque en octobre en Australie et connait un succès mitigé.
En septembre 2020, Ben Gillies sort "Breathe in, Breathe out". Un premier morceau sous son propre nom qui annonce un nouvel album à venir.

## Équipement
Kit actuel : Batterie PEARL
- 6x14" Caisse claire
- 12x14" Tom
- 16x16" Tom
- 16x18" Tom
- 16x24" Grosse caisse

Cymbales : SABIAN
- AAX Metal Hats 14"
- AAX Metal Crash 19"
- AA Heavy Ride 21"
- AAX Metal Crash 20"
- AAX Metal Crash 21"

## Sources
- Best-drummer.com: Ben Gillies